# Полковая Слобода
Полковая Слобода — упразднённое село в Кулундинском районе Алтайского края. Входило в состав Виноградовского сельсовета (в 1977 г. вошел в состав Курского). Ликвидировано в 1970-е годы г.

## География
Располагалось в 4 км к северо-востоку от села Виноградовка.

## История
Основано в 1909 году. 
В 1928 г. посёлок Полковничья Слобода состоял из 63 хозяйств, основное население — украинцы. В составе Виноградовского сельсовета Ключевского района Славгородского округа Сибирского края.

## Население
| год     | 1928 | 1948 | 1955 | 1959 |
| ------- | ---- | ---- | ---- | ---- |
| человек | 350  | 203  | 124  | 123  |

## Инфраструктура
Было развито сельское хозяйство. Действовал  колхоз «Крестьянский труд».